# Avro 504
Літаки Авро Серії 504 (англ.  Avro 504 Series) — британський базовий двомісний навчально-тренувальний літак.
Перший Авро 504 піднявся в повітря в Брукленді у липні 1913 року. Фірма А. В. Ро (A. V. Roe) побудувала 3696 літаків, а решта надійшли від інших підрядників, включаючи «Браш Електрикал» (Brush Electrical), «Парнал» (Parnall), «Саундерс» (Saunders), «Блеріо і Спед» (Bleriot & Spad). Літаки продовжували успішно експлуатуватися до 1930-х років.

## Конструкція
Одномоторний біплан.
На літаку вперше було застосовано вдале технічне рішення, при якому двигун самоохолоджувався, обертаючись разом із гвинтом (ротативний двигун), що дозволило відмовитися від масивної системи водяного охолодження.
Двигуни Гном-рон, Клерже

## Бойове застосування
21 листопада 1914 року три (в плані було чотири літаки, але один літак, через неполадки, залишився на базі) легкі розвідники ВПС Великої Британії (RAF) Avro 504 взяли участь у відомому нальоті на ангари дирижаблів Цеппелін у Фрідріхсгафені, було втрачено один літак. В Англії вважають цей наліт першим застосуванням стратегічної авіації.
У роки після першої світової війни, поки Avro 504 продовжували свою службу в льотних школах RAF, велике число надлишкових 504-х було доступно для покупки як в ролі військової, так і в ролі цивільної авіації. Деякий час понад 300 Avro 504K знаходилося в реєстрі цивільної авіації Британії. Вони використовувалися для тренування, приватних польотів, також реклами, цивільні 504-ті продовжували літати і набагато пізніше 1930-х років в Англії.
Певний час[уточнити] цей літак служив у ВПС молодої радянської республіки як первинний тренер. Називали його «Аврушка», а позначали як У-1. Двигун на нього зазвичай ставили ротативний — Gnome Monosoupape російського виробництва. У пізніх 1920-х його замінив У-2 (він же знаменитий По-2).
Хоча 504-ті були куплені Китаєм як тренувальні літаки, вони брали участь у битвах з місцевими військовими правителями, діючи як бомбардувальники, коли пілоти скидали ручні гранати і модифіковані мінометні міни.
Покращена, перероблена версія 504-х з радіальним двигуном і новим шасі випускалася Avro від 1925 до 1932 року. Після оцінки двох прототипів з двигунами Bristol Lucifer і Armstrong-Siddeley Lunx, машина з двигуном Lunx була обрана школою пілотів ВПС як заміна 504K. В ці роки були побудовані 592 літаки нової серії, які обслуговували п'ять льотних шкіл ВПС і також служачи зв'язковим літаком.
504N також експортували для збройних сил Бельгії, Бразилії, Чилі, Німеччини, Греції, Таїланду та Південної Африки, причому ліцензійні версії будувалися в Аргентині, Німеччини, Бельгії, Канаді та Японії.

## Тактико-технічні характеристики (Avro 504K)

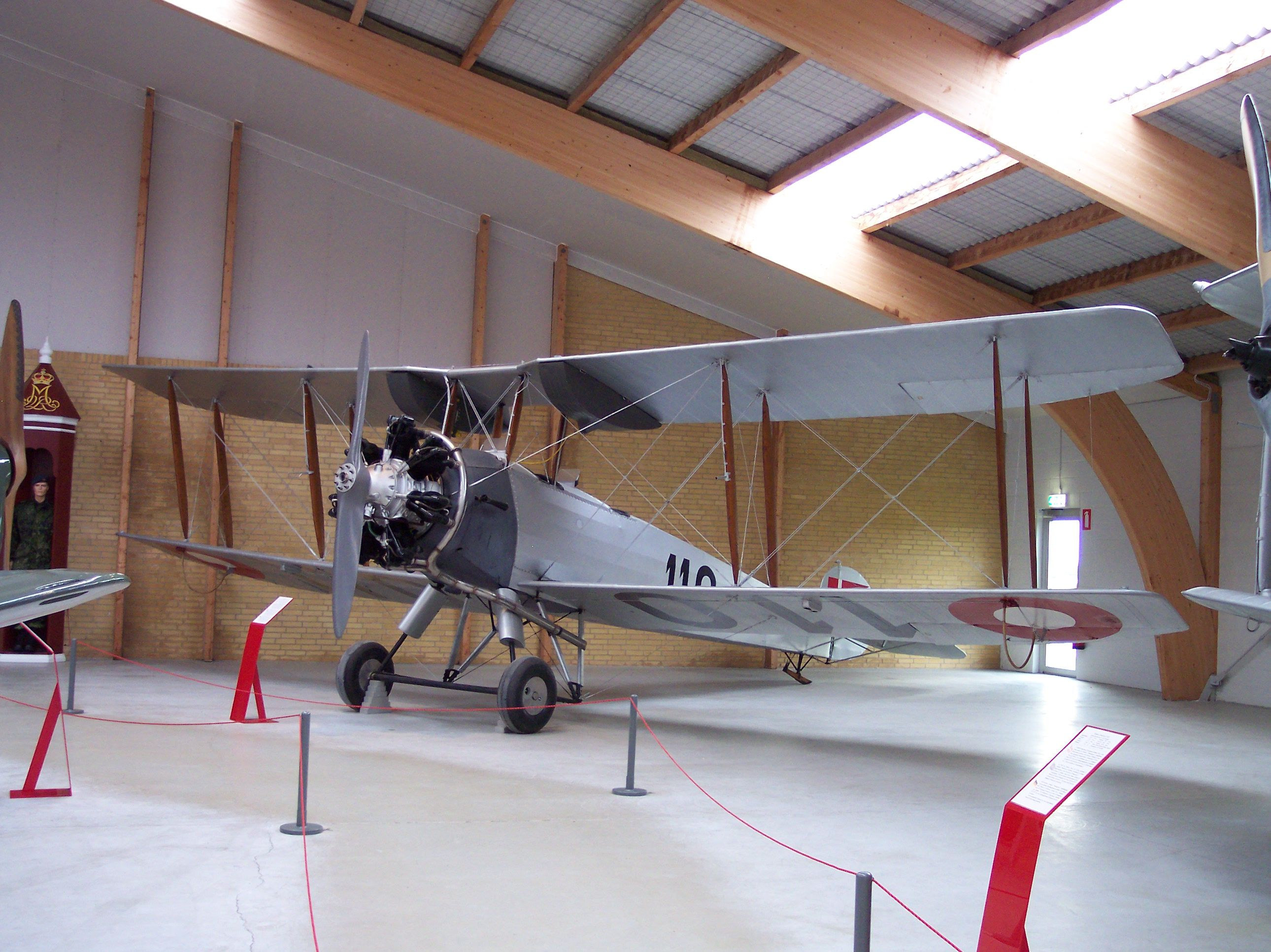
Avro 504N

### Технічні характеристики
- Екіпаж: 2 людини
- Довжина: 8,97 м
- Розмах крила: 10,97 м

- Висота: 3,17 м
- Площа крила: 30,66 м2
- Маса порожнього: 558 кг
- Максимальна злітна маса: 830 кг

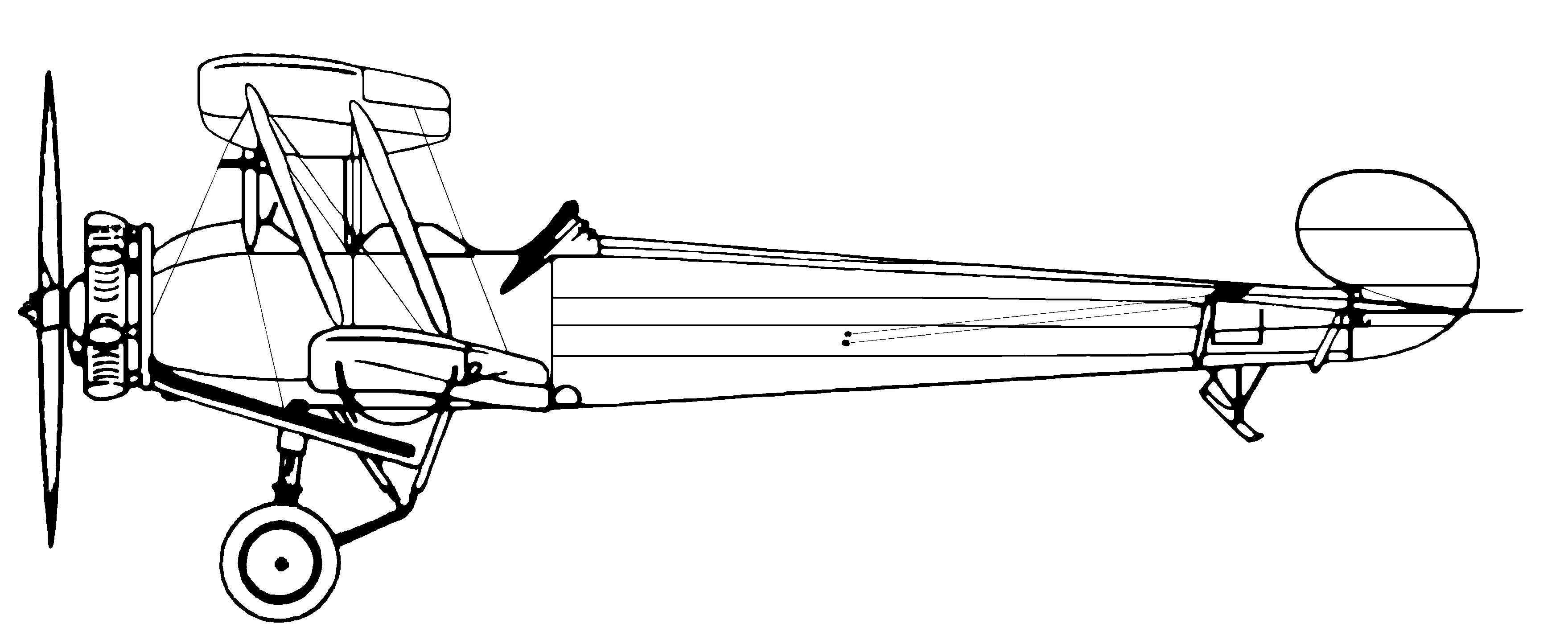
Avro 504N

- Двигун: 1× ротативний Ле Рон потужністю 110 к. с. (82 кВт)

### Льотні характеристики
- Максимальна швидкість: 145 км/год
- Крейсерська швидкість: 126 км/год
- Практична дальність: 402 км
- Практична стеля: 4 875 м
- Швидкопідйомність: 3,6 м/с

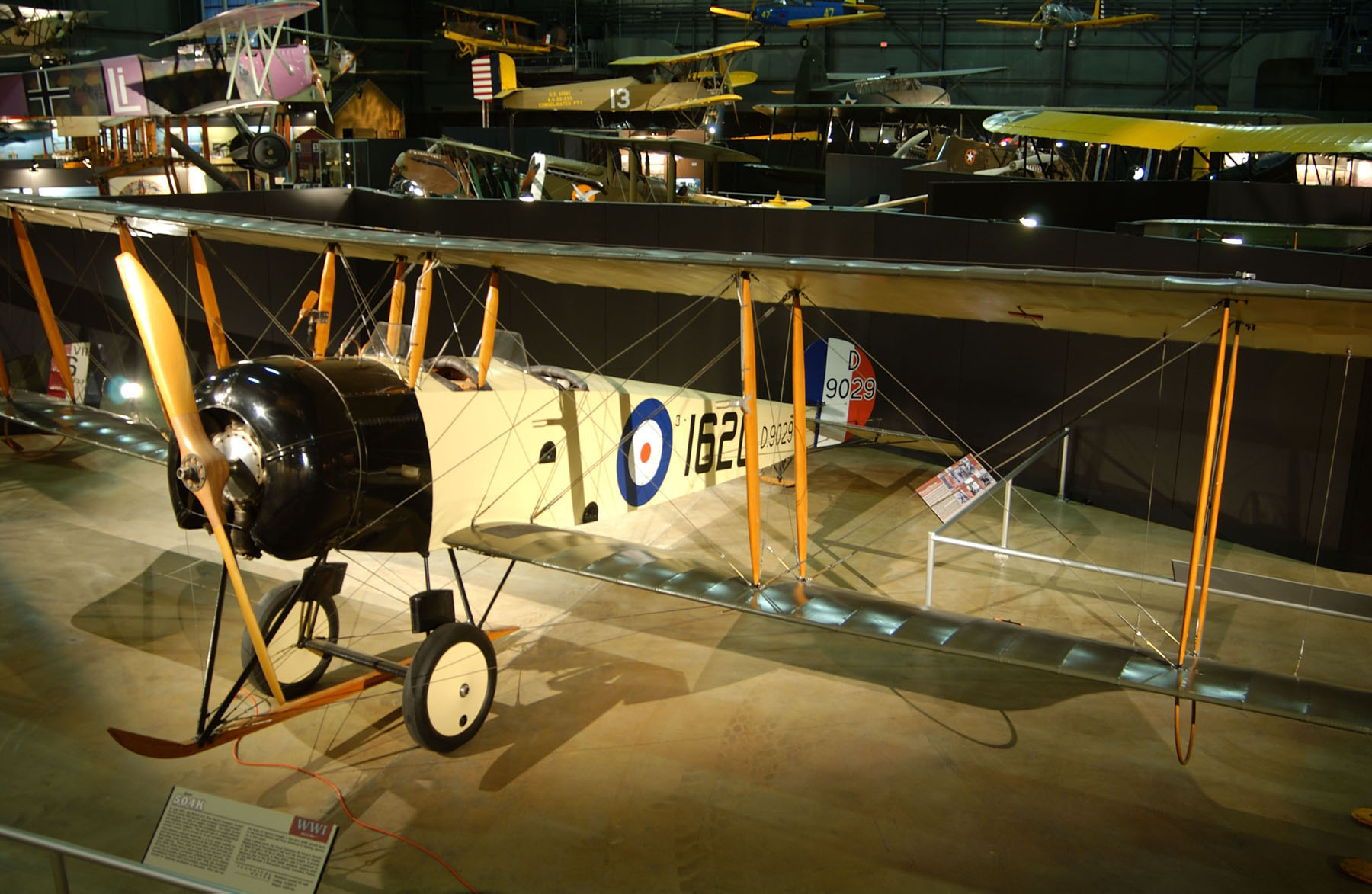
Avro 504K USAF

- Час набору висоти: 1 065 м за 5 хвилин
- Навантаження на крило: 18,2 кг/м²
- Тягооснащеність: 99 Вт/кг